# Silvaș, Satu Mare
Silvaș este un sat în comuna Săuca din județul Satu Mare, Transilvania, România.

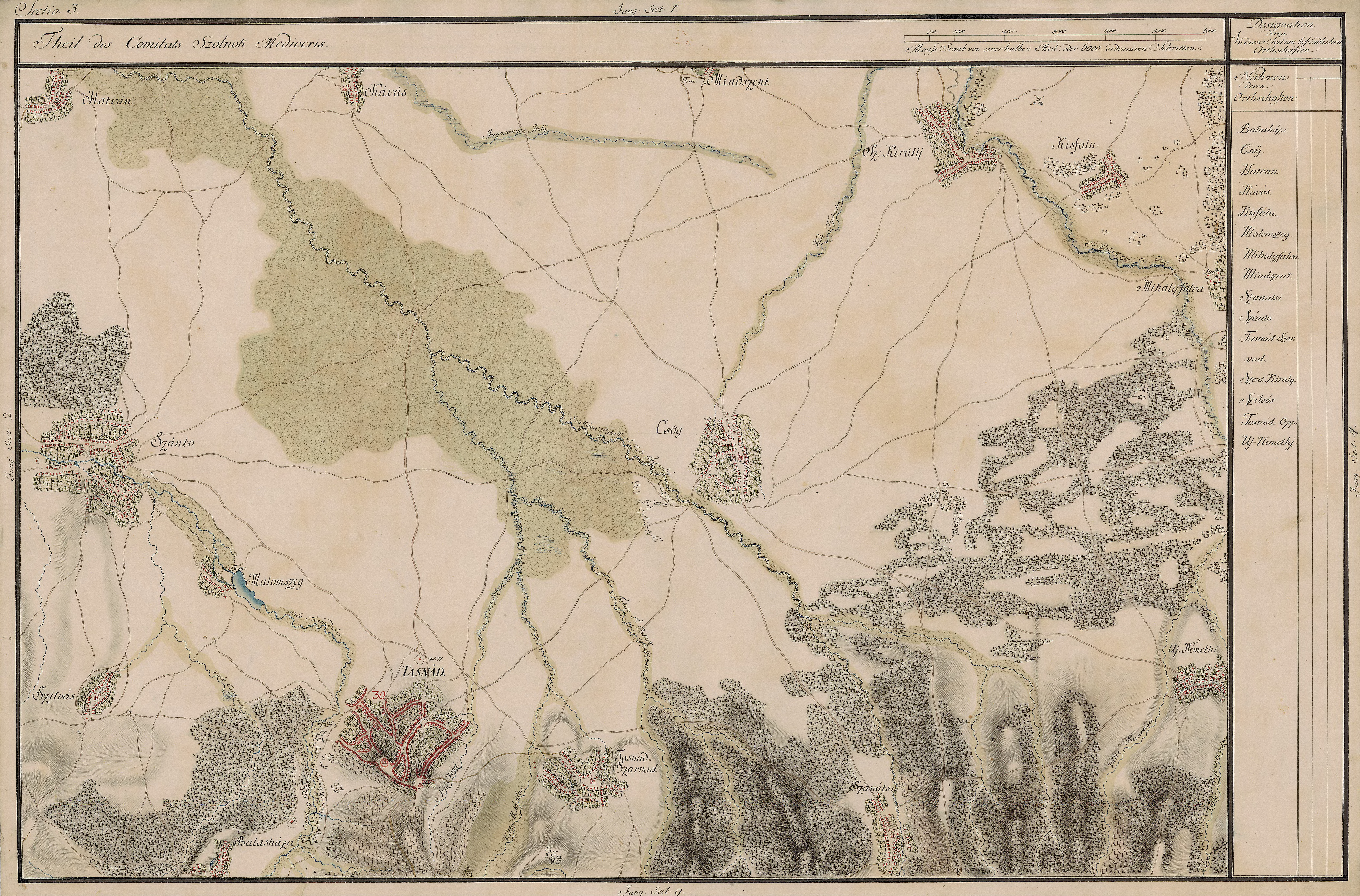
Silvaş pe Harta Iosefină a Transilvaniei

 Acest articol despre o localitate din județul Satu Mare este deocamdată un ciot. Puteți ajuta Wikipedia prin completarea lui.